# Фридланд (Мекленбург)
Фридланд (нем. Friedland) — город в Германии, в земле Мекленбург-Передняя Померания.
Входит в состав района Мекленбург-Штрелиц. Подчиняется управлению Фридланд. Население составляет 6544 человека (на 31 декабря 2010 года). Занимает площадь 97,64 км². Официальный код — 13 0 55 020.